# Phrynosoma solare
Phrynosoma solare är en ödleart som beskrevs av  John Edward Gray 1845. Phrynosoma solare ingår i släktet paddleguaner, och familjen Phrynosomatidae. IUCN kategoriserar arten globalt som livskraftig. Inga underarter finns listade i Catalogue of Life.
Arten når ungefär en längd av 13 cm. Den påminner i kroppsformen om en padda med många hornliknande utskott. På huvudets baksida förekommer fyra stora spetsiga horn och på varje sida om dessa horn ytterligare tre mindre horn. Fjällen har vanligen en gulgrå grundfärg med röda och bruna skuggor. Undersidan är ljusare gulgrå, vanligen utan skuggor men den har ofta flera mörka punkter. Svansen är bred nära bålen och den blir fram till spetsen smalare.
Phrynosoma solare förekommer i sydvästra USA (Arizona, New Mexico) och i västra Mexiko vid Californiaviken men den saknas på halvön Baja California. Individerna vistas i låglandet och i bergstrakter upp till 1460 meter över havet. Habitatet utgörs av öknar och av torra klippiga landskap.
Detta kräldjur är aktivt på dagen. Arten ligger på morgonen i solljuset för att få rätt kroppstemperatur. Under dagens hetaste timmar söker den åter skydd i skuggan. Phrynosoma solare äter huvudsakligen myror som kompletteras med andra insekter och spindlar. Individer som känner sig hotade avsöndrar blod från ögonen och från andra delar av huvudet. Antagligen är blodets smak avskräckande för potentiella fiender.
Parningstiden sträcker sig från april till juli. Honan lägger under senare delen av juli eller under augusti 10 till 30 ägg. Äggen göms i sanden och de får ingen ytterligare vård av honan. Ofta gräver honan en tunnel med ett rum vid slutet där äggen placeras. Tunneln är cirka 35 cm lång och den ligger nära en buske.